# Milan College Jazz Society
Milan College Jazz Society è stato un complesso di musica jazz operante in Italia e all'estero negli anni ’50 e ’60 del XX secolo. Iniziò la sua attività a Milano nel 1951.
Fu composto all'inizio da universitari e impiegati musicisti dilettanti di jazz.
A Milano si esibiva al Santa Tecla, locale che vide tra gli altri il debutto come cantante di Maria Monti.
Nella Milan College Jazz Society suonarono anche Enzo Jannacci e Giorgio Gaber prima di dedicarsi alla musica leggera e al cabaret.
La Milan College Jazz Society ha inciso diversi dischi e si è esibita in televisione nel 1959.

## Discografia parziale

### Singoli
- Beale street blues
- Caprice in Milan for Joe Venuti
- Davenport blues
- Down Home Rag
- Exactly like you
- I can't give anything but love
- Jive at five
- Just one of t hose thing
- Early morning blues
- New Orleans
- Nobody sweethearts
- Original Dixieland one step
- Riverboat shuffle
- Since my best gal turned me down
- Singin's the blues
- St. Louis blues
- Sugar
- Sweet Georgia Brown
- That's a plenty
- Tin roof blues
- When you are smiling
- Wolverine blues